# Platylepas hexastylos
Platylepas hexastylos är en kräftdjursart som först beskrevs av O. Fabricius 1798.  Platylepas hexastylos ingår i släktet Platylepas och familjen Platylepadidae.

## Underarter
Arten delas in i följande underarter:
- P. h. hexastylos
- P. h. ichthyophila